# Сиввож
Сивво́ж (рос. Сыввож) — річка в Республіці Комі, Росія, ліва притока річки Косвож, правої притоки річки Мутний, правої притоки річки Вуктил, правої притоки річки Печора. Протікає територією Вуктильського міського округу.
Річка протікає на північний захід, захід, південний захід, захід та північний захід.